# Marttila
Marttila [ˈmɑrtːilɑ] (schwedisch: S:t Mårtens) ist eine Gemeinde in Südwestfinnland mit 1978 Einwohnern (Stand 31. Dezember 2022). Sie liegt in der Landschaft Varsinais-Suomi am Fluss Paimionjoki rund 40 Kilometer nordöstlich von Turku. Der historische Handelsweg zwischen Turku und Häme durchquerte die Gemeinde ebenso wie heute die Staatsstraße 10 von Turku nach Hämeenlinna.
Die erste urkundliche Erwähnung von Marttila stammt aus dem Jahr 1409. Benannt ist die Gemeinde nach dem heiligen Martin von Tours, dem die Kirche des Ortes geweiht ist. Der Heilige ist auch im Wappen der Gemeinde abgebildet. 1599 fand in Marttila eine Schlacht zwischen dem späteren schwedischen König Karl IX. und Anhängern des abgesetzten Königs Sigismund III. Wasa statt. 1824 wurde in Marttila das letzte friedenszeitliche Todesurteil Finnlands vollstreckt, woran heute ein Denkmal erinnert.
Die Landschaft von Marttila ist typisch für Varsinais-Suomi: Das Flusstal des Paimionjoki wird landwirtschaftlich genutzt, am Rand der Gemeinde befinden sich größere Wald- und Sumpfgebiete.

## Ortschaften
Zu der Gemeinde gehören Orte Heikola, Hirvas, Huovaristo, Juutila, Karvela, Krouvi, Laurila, Lovi, Maunula, Mäntsälä, Ollila, Palainen, Prunkila, Purhala, Rekoinen, Ruskolainen, Simala, Siutila, Tiipilä und  Vättilä.

## Söhne und Töchter
- Gustaf Mauritz Armfelt (1757–1814), Staatsmann, Diplomat und Militär